# Militta Bora
Militta Bora (Neuquén, 28 de junio de 1989) es una cantante, compositora, actriz, productora discográfica y directora de videoclips argentina. Nació en la ciudad de Neuquén, en la Patagonia argentina y reside en Buenos Aires desde los 17 años.
Colaboró en discos con músicos reconocidos del género rock de Hispanoamérica, como Andrés Calamaro. Grabó su primer disco producido por Jimmy Rip, guitarrista y productor de Mick Jagger y Television.
Fue nominada a los Premios Gardel, incluyendo la categoría de Mejor Artista Femenina de Rock en 2019, y las categorías de Mejor Álbum Nuevo Artista Pop y Mejor Artista Femenina Pop en 2014. También recibió el reconocimiento de medios regionales como Rolling Stone Latam, GQ Latam, Billboard Latam y Vogue Latam.
Su estilo musical se caracteriza por una fusión de rock alternativo pop, punk, y elementos experimentales. Además, se especializa en la guitarra, el piano y la voz como sus instrumentos principales. 
En el ámbito teatral, protagonizó y produjo obras dirigidas tanto por Romina Ricci como por José María Muscari.
En el ámbito cinematográfico, hizo su debut en la primera película argentina producida por Netflix, "La Corazonada", y protagonizó programas de televisión como “Bailando por un Sueño” y "El Hotel de Los Famosos". En 2019, actuó en la obra teatral "Sex" dirigida por José María Muscari.

## Biografía
Bora mostró interés por la música desde temprana edad, recibiendo clases de canto y piano durante su infancia. Durante su primer año de secundaria, comenzó a componer sus propias canciones, influenciada por artistas como Sex Pistols, The Clash, The Jesus and Mary Chain y Echo & the Bunnymen, explorando géneros como el punk, new wave y melódico.
A los 14 años, comenzó a grabar demos en su casa, incluyendo composiciones originales junto con covers de artistas como Rolling Stones y Jeff Beck, compartiéndolos en la plataforma Myspace para dar a conocer su música.
Al finalizar la secundaria, Bora se trasladó a Buenos Aires, donde Gabriel Carambula la invitó a presentarse en vivo tras escuchar su interpretación de "I got the blues" de los Rolling Stones. 
En 2008, formó su primera banda. Durante este período, conoció a Jimmy Rip, quien se convirtió en el productor de su primer álbum.

## Carrera musical
Oficialmente, Bora inició su carrera a los 18 años al presentarse como invitada en un concierto de Gabriel Carambula. Durante una de sus actuaciones, Jimmy Rip presenció su desempeño en vivo por primera vez y decidió ser el productor de su primer álbum.
A los 19 años, en un jamming conoció a Zorrito Von Quintiero, quien propuso la idea de crear la banda "ELLA ES EL JEFE", inspirada en el álbum de Mick Jagger "She 's the boss". La formación incluyó a músicos destacados, como integrantes de Los Piojos y Ratones Paranoicos, y contó con la participación de Bernard Fowler, corista original de los jazz, en su debut. 
En 2010, asumió el rol de vocalista en la banda de Jazz Paranoico, donde exploró reversiones de Standards de Jazz y se presentó en festivales como Pepsi Music y La Trastienda.
Desde 2010 y durante dos años, Bora fue vocalista principal en la banda de rock del Hotel Faena y participó como invitada en la celebración del 25.º aniversario de Los Ratones Paranoicos en el Luna Park, compartiendo escenario con figuras como Luis Alberto Spinetta y Charly García.
En 2013, se publicó el disco homónimo, “Militta Bora”, producido por Jimmy Rip y con la participación de varios músicos. El álbum incluyó el videoclip de la canción "TUYA", una road movie inspirada en la película Encrucijada.
En los años siguientes, Bora continuó lanzando música y videos, trabajando como directora en algunos proyectos y colaborando con artistas reconocidos.
En 2023, interpretó una versión rearreglada de la canción "Like a Virgin" de Madonna, grabada en vivo durante el concierto.

## Otros trabajos

### Teatro
En diciembre de 2016, Moria Casan anunció que convocaba a Bora para el teatro. En el año 2019, Bora tuvo su primera experiencia en el ámbito teatral, debutando bajo la dirección de Romina Ricci.
Ese mismo año, Bora formó parte del elenco inaugural de "SEX viví tu experiencia", una obra de José María Muscari que alcanzó las 300 funciones con localidades agotadas en su primer año.
Durante el período de cuarentena en el año 2020, la experiencia de "SEX" se adaptó hacia una versión virtual en vivo con formato de reality desde los hogares.

### Televisión
Bora participó como protagonista en la edición 2016 del programa "Bailando por un sueño" Argentina, conducido por Marcelo Tinelli, en la pantalla de Canal 13.
En el año 2022, formó parte del elenco original de la primera edición del reality show “El Hotel de los Famosos" conducido por Pampita y el Chino Leunis de Canal 13. En esta temporada, el ganador fue Alex Cannigia.

### Cine
En 2020, Bora hizo su debut cinematográfico en la primera película argentina producida por Netflix, titulada "La Corazonada".
En esta producción, Bora interpretó el enigmático personaje de "Juliana Herrera" y desempeñó un papel coprotagónico junto al actor Joaquín Furriel.

## Filmografía

### Teatro
| Año  | Título                  | Protagonista | Lugar              |
| ---- | ----------------------- | ------------ | ------------------ |
| 2019 | Nooooo                  | Palmira      | Microteatro        |
| 2019 | SEX viví tu experiencia | Militta      | Gorriti Art Center |
| 2020 | SEX virtual             | Militta      | Virtual            |

### Televisión
| Año  | Título                  | Notas                           |
| ---- | ----------------------- | ------------------------------- |
| 2016 | Bailando 2016           | 5.ª eliminada                   |
| 2022 | El Hotel de los Famosos | 10.ª eliminada / 1.er eliminada |

### Cine
| Año  | Título        | Personaje       | Director          |
| ---- | ------------- | --------------- | ----------------- |
| 2020 | La Corazonada | Juliana Herrera | Alejandro Montiel |

## Influencias
Las influencias de Bora incluyen Vanessa Paradis, Courtney Love, Diana Ross, Tina Turner, Donna Summer, Madonna, Lana Del Rey, Hope Sandoval, John Lennon, Johnny Rotten, Liam Gallagher y Julian Casablancas, Mick Jagger. 

## Discografía

### Álbumes de estudio
- 2013: Militta Bora
- 2017: Se vos
- 2018: Heidi
- 2018: Victoria’s Secret Ft Andrés Calamaro
- 2020: No Te Vas a Olvidar
- 2021: Abrazado a las Estrellas
- 2023: Like a Virgin
- 2023: Ángel en exilio

### Canciones musicales
- 2013: Caprichosa
- 2013: Puro humo
- 2013: Sin alcohol
- 2013: Poseída
- 2013: El peor lugar
- 2013: John no sé
- 2013: Sólo vos
- 2013: Millonaria
- 2013: Popular
- 2013: Dior
- 2013: Tuya
- 2017: SideWalking
- 2017: Feel Like Makin’ Love
- 2018: Ya
- 2018: Mi corcel
- 2018: Amantes
- 2018: Tus besos
- 2018: Sé vos
- 2018: Te dejo
- 2018: Querido
- 2018: Vas a volver
- 2018: Boy
- 2018: Victoria’s Secret  (Ft. Andrés Calamaro)
- 2019: La Dolce Vita
- 2020: Lo prohibido
- 2020: No te vas a olvidar
- 2020: Snake Charmer
- 2021: Felicidad
- 2021: Abrazado a las Estrellas
- 2023: Like a Virgin
- 2023: Ángel en exilio

### Videos musicales
- 2013: Poseída

- 2013: El peor lugar
- 2013: Sólo vos
- 2013: Millonaria
- 2013: Dior
- 2013: Tuya
- 2017: Feel Like Makin’ Love
- 2018: Sé vos
- 2018: Vas a volver
- 2018: Victoria’s Secret  (Ft. Andrés Calamaro)
- 2019: La Dolce Vita
- 2020: Lo prohibido
- 2020: No te vas a olvidar
- 2021: Felicidad
- 2021: Abrazado a las Estrellas
- 2023: Like a Virgin
- 2023: Ángel en exilio

## Premios y nominaciones
Bora obtuvo nominaciones para los Premios Gardel. En 2014, recibió nominaciones a los premios de Mejor Álbum Artista Femenina Pop y Mejor Álbum Nuevo Artista Pop. En 2019, fue nominada nuevamente en los Premios Gardel 2019 en la categoría de Mejor Álbum de Artista Femenina en el género rock.
| Premio         | Año  | Nominado/ Trabajo | Categoría                                         | Resultado |
| -------------- | ---- | ----------------- | ------------------------------------------------- | --------- |
| Premios Gardel | 2014 | Militta Bora      | Mejor Álbum Artista Femenina Pop                  | Nominada  |
| Premios Gardel | 2014 | Militta Bora      | Mejor Álbum Nuevo Artista Pop                     | Nominada  |
| Premios Gardel | 2019 | Militta Bora      | Mejor Álbum de Artista Femenina en el género rock | Nominada  |